# ダットサン・mi-DO
・
mi-DO（ミ・ドー）は日産自動車がダットサンブランドにてロシアで販売されていた小型ハッチバックである。

## 概要
2014年8月27日、モスクワモーターショー2014においてワールドプレミア。
その後、2015年1月より生産・販売を開始した。
尚、当車は4ドアセダン版である「on-DO」（オン・ドー）同様にロシア国内専売車であり、他国への輸出計画および販売計画は当初から予定されていなかった。
2020年、ロシアでのダットサン事業の撤退に伴い生産終了。

## メカニズム
ベースとなっているのは、アフトヴァースのFFハッチバック「ラーダ・カリーナ」で、デザインは厚木市にある日産グローバルデザインセンターが担当したが、開発はカリーナのメカニズムを流用しつつ、アフトヴァ―スが担当した。製造はアフトヴァ―スのトリヤッチ工場で行われた。
外寸は全長が4,377mmから大幅に短縮されて3,950mmとなること以外は、全幅1,700mm、全高1,500mm、ホイールベース2,476mmの全てがon-DOと同一値である。エンジンもon-DOと同じく1.6L・直列4気筒SOHC8バルブ（1気筒あたり2バルブ）・87馬力のVAZ-11186が搭載され、フロア式の5速MTと組み合わされるが、mi-DOではジヤトコ製の4速ATも選択が可能となっていた。